# Гран-при Хорсенса
Гран-при Хорсенса (дат. Grand Prix Horsens) — шоссейная однодневная велогонка, проводящаяся в окрестностях датского города Хорсенс. Входит в календарь UCI Europe Tour под категорией 1.2.

## Призёры
| Год  | Победитель      | Второй              | Третий                |
| ---- | --------------- | ------------------- | --------------------- |
| 2015 | Александер Камп | Расмус Гульдхаммер  | Асбьёрн Краг Андерсен |
| 2016 | Александер Камп | Арвид де Клейн      | Стефан Дьюрхуус       |
| 2017 | Каспер Педерсен | Расмус Гульдхаммер  | Торкиль Вейхе         |
| 2018 | Херман Даль     | Стеффен Кристиансен | Магнус Бак Кларис     |